# Riu Solo

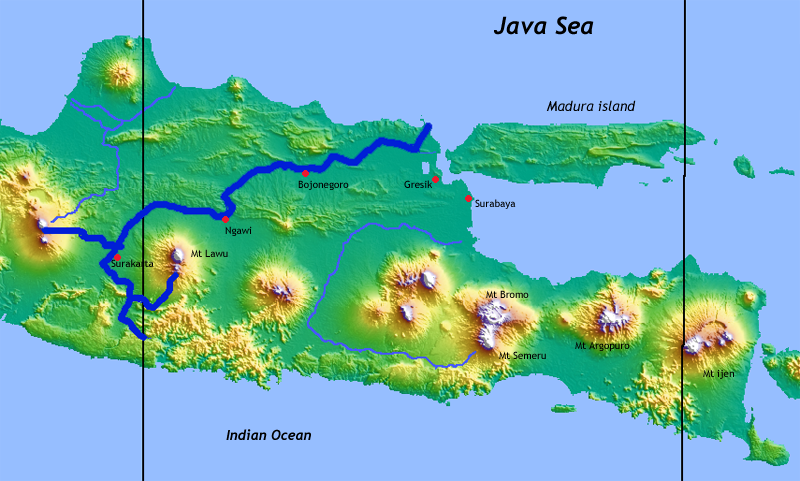
Mapa amb el curs del riu Solo

El riu Bengawan Solo (alternativament, Riu Solo, essent Bengawan la paraula en antic javanès que significa riu) és el riu més llarg de l'illa de Java a Indonèsia, fa aproximadament 600 km de llargada i la seva conca és de 16.100 km².
També és important en paleontologia per haver estat les seves valls assentaments d'homínids i s'hi va trobar el crani de l'home de Java.
Al riu Solo s'hi va estavellar l'avió del vol Garuda Indonesia 421.

## Geografia
El riu Solo neix al volcà Mont Lawu, al límit entre la Java Central i la Java de l'Est. Passa per la ciutat de Surakarta (anomenada Solo pels seus habitants). Un important afluent del Solo és el riu Dengkeng, el qual neix al Mont Merapi. Després de passar per la ciutat de Solo, el riu es dirigeix cap al nord al voltant del Mont Lawu, i després cap a l'est dins Java est a la regència Ngawi.
El delta del riu Bengawan Solo es troba prop de la ciutat de Sedayu dins la regència Gresik. Actualment el delta és redirigit gràcies a un canal artificial. El delta original es dirigia cap a l'estret Madura, però el 1890 es va fer un canal per dirigir el riu Solo al Mar de Java. Això es va fer per evitar la sedimentacio dels llots i per permetre l'accés a la ciutat portuària de Surabaya.

## Història

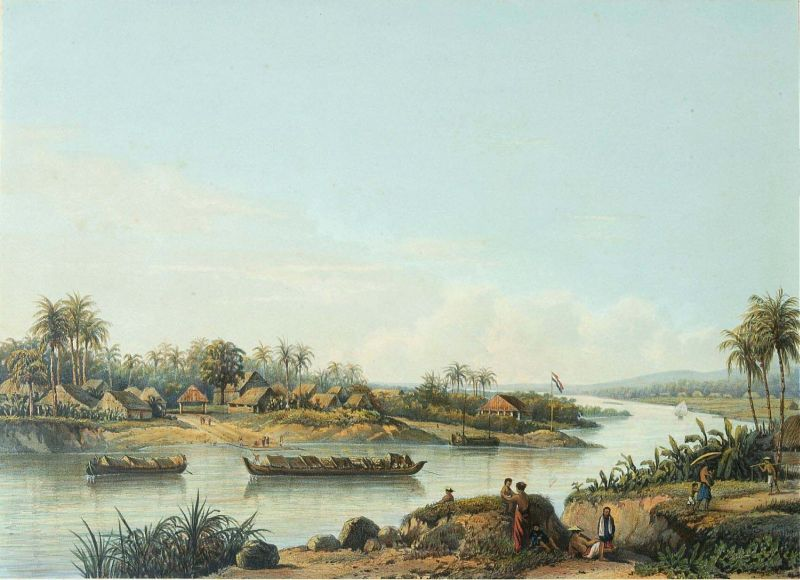
Vaixells al riu Solo durant el període colonial neerlandès.

El riu Solo formava part d'un gran sistema fluvial que hi havia a Sundaland. Aquest sistema va desaparèixer quan Sundaland va quedar submergit fa uns 10.000 anysAquest riu va tenir gran importància en la història de Java.
Aquest riu va tenir gran importància en la història de Java. La seva conca és una zona agrícola important dominada pel conreu de l'arròs. El riu transporta sòl fèrtil d'origen volcànic. També connecta les ciutats javaneses portuàries del nord amb els centres productors d'arròs. L'arròs estava lligat amb el comerç de les espècies.
A patir de la colonització neerlandèsa es va introduir altres conreus com el cafè, el sucre i el cotó.
En els darrers anys del segle xix els sediments portats pel riu Solo van interrompre el trànsit del vaixells del port de Surabaya. Per això el govern colonial neerlandès va fer un canal que desvià els sediments cap al Mar de Java. Aquest canal continua usant-se actualment.
El 1891, el paleoantropòleg neerlandès Eugène Dubois va descobrir les restes del que ell anomenà com "una espècie entre els homes i els simis" que ell anomenà Pithecanthropus erectus ("home simi que camina dret") o Home de Java. Actualment està classificat com un Homo erectus.